# Dawid Jackiewicz
Dawid Bohdan Jackiewicz (Wrocław; 18 de Março de 1973) é um político da Polónia. Ele foi eleito para a Sejm em 25 de Setembro de 2005 com 12362 votos em 3 no distrito de Wrocław, candidato pelas listas do partido Prawo i Sprawiedliwość.